# Akizuki Tanezane
Akizuki Tanezane est un nom japonais traditionnel ; le nom de famille (ou le nom d'école), Akizuki, précède donc le prénom (ou le nom d'artiste).
Pour les articles homonymes, voir Akizuki (homonymie).
Akizuki Tanezane (秋月 種実, 1548-16 novembre 1596) est un samouraï défait par le clan Ōtomo. Il rejoint plus tard le clan Shimazu et combat en leur compagnie contre Toyotomi Hideyoshi dans le Kyūshū.
Après la bataille de Sekigahara, il est transféré au domaine de Takanabe (20 000 koku de revenus) dans la province de Hyūga. Son fils Tanenaga lui succède.